# شرشر (مشهد)
شرشر روستایی در دهستان کنویست بخش مرکزی شهرستان مشهد استان خراسان رضوی ایران است. بر پایه سرشماری عمومی نفوس و مسکن در سال ۱۳۹۰ جمعیت این روستا ۴۱۷ نفر (در ۱۲۰ خانوار) بوده‌است.